# Bovichtus
Bovichtus – rodzaj morskich ryb okoniokształtnych z rodziny kłujkowatych (Bovichthyidae). Występują we wszystkich oceanach.

## Klasyfikacja
Gatunki zaliczane do tego rodzaju:

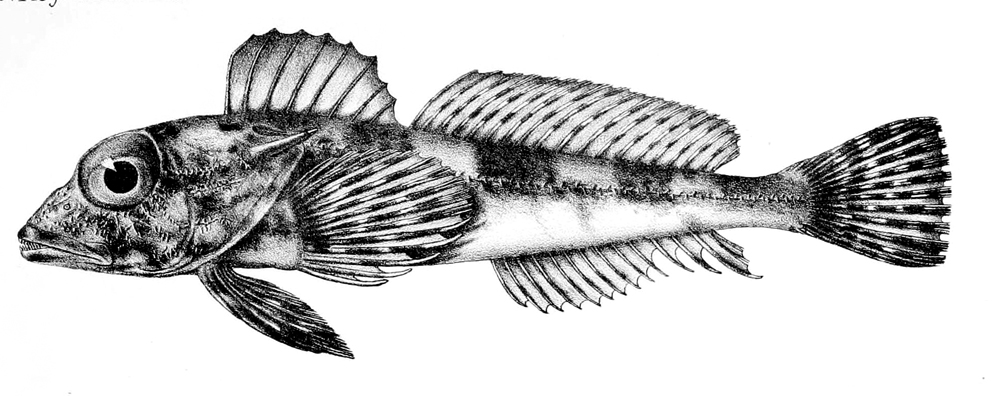
Bovichtus angustifrons
- Bovichtus argentinus – kłujek szczękorogi[3], szczękoróg[3]
- Bovichtus chilensis
- Bovichtus diacanthus
- Bovichtus elongatus
- Bovichtus oculus
- Bovichtus psychrolutes
- Bovichtus variegatus
- Bovichtus veneris

- Bovichtus angustifrons